# Seleção Guadalupense de Futebol
A Seleção Guadalupense de Futebol representa o departamento ultramarino francês de Guadalupe e é controlada pela Liga Guadalupense de Futebol, ramo local da Federação Francesa de Futebol. Como parte da República Francesa, Guadalupe não é membro da FIFA, e portanto, não pode disputar a Copa do Mundo, mas pode disputar competições organizadas pela CONCACAF, por ser membro desta última.
No ano de 2007, Guadalupe chegou as semifinais da Copa Ouro, onde perdeu para o México por 1-0, ganhando destaque por sua atuação defensiva no jogo. Nesta edição, contou com o veterano lateral Jocelyn Angloma, que aos 41 anos de idade, marcou 2 gols e comandou o ataque da seleção. Por não ter filiação a FIFA, Guadalupe pode contar com jogadores que já tinham jogado pela seleção francesa.

## Grandes Campanhas
- 3° lugar da Copa Ouro da CONCACAF: 2007

## Desempenho na Copa Ouro
- 1991 a 1996: Não se classificou
- 1998: Não se inscreveu
- 2000 a 2005: Não se classificou
- 2007: Quarto lugar
- 2009: Quartas de final
- 2011: Primeira fase
- 2013 a 2019: Não se classificou
- 2021: Primeira fase
- 2023: A disputar

## Recordes
16 de junho de 2023
Jogadores em negrito ainda em atividade pela Seleção Guadalupense.
| #  | Jogador            | Partidas | Gols | Em atividade |
| -- | ------------------ | -------- | ---- | ------------ |
| 1  | Jean-Luc Lambourde | 65       | 15   | 2002–2017    |
| 2  | Alain Vertot       | 49       | 3    | 1999–2009    |
| 3  | Lérry Hanany       | 45       | 7    | 2004–2017    |
| 4  | Dominique Mocka    | 38       | 17   | 2002–2012    |
| 5  | Ludovic Gotin      | 34       | 15   | 2006–2017    |
| 6  | Grégory Gendrey    | 31       | 9    | 2008–        |
| 7  | Willy Laurence     | 28       | 0    | 2004–2017    |
| 8  | Stéphane Auvray    | 26       | 2    | 2007–2012    |
| 9  | David Fleurival    | 24       | 2    | 2007–2016    |
| 10 | Mathias Babel      | 23       | 1    | 2010–2016    |

| # | Jogador                | Gols | Partidas | Média por jogo | Em atividade |
| - | ---------------------- | ---- | -------- | -------------- | ------------ |
| 1 | Dominique Mocka        | 17   | 38       | 0.45           | 2002–2012    |
| 2 | Ludovic Gotin          | 15   | 34       | 0.44           | 2006–2017    |
| 2 | Jean-Luc Lambourde     | 15   | 65       | 0.23           | 2002–2017    |
| 4 | Raphaël Mirval         | 9    | 13       | 0.69           | 2018–        |
| 4 | Grégory Gendrey        | 9    | 31       | 0.29           | 2008–        |
| 6 | Vladimir Pascal        | 7    | 13       | 0.54           | 2010–2014    |
| 6 | Lérry Hanany           | 7    | 45       | 0.16           | 2004–2017    |
| 8 | Xavier Cassubie        | 6    | 11       | 0.55           | 2002–2004    |
| 8 | Mickaël Antoine-Curier | 6    | 16       | 0.38           | 2008–2012    |
| 8 | Matthias Phaëton       | 6    | 14       | 0.43           | 2021–        |

## Treinadores
- Roger Salnot (2001–2011)
- Steve Bizasène (2012–2017)
- / Jocelyn Angloma (2017–)